# Yamato Nadeshiko Shichi Henge
Yamato Nadeshiko Shichi Henge (ヤマトナデシコ七変化 Yamato Nadeshiko Shichi Henge) (denominació a l'ideal de bellesa femenina al Japó, pell blanca, bonica, educada i elegant), també coneguda com The WallFlower, és un manga Shōjo escrit per Tomoko Hayakawa.
Nippon Animation adaptà el manga a una sèrie de 25 episodis, dirigida per Shinichi Watanabe, transmetent-se en TV Tokyo i TV Aichi del 3 d'octubre del 2006 al 27 de març del 2007.